# 아오키 노리치카
아오키 노리치카(일본어: 青木 宣親, あおき のりちか, 1982년 1월 5일~)는 일본의 프로 야구 선수이다. 2023년 현재 센트럴 리그 야쿠르트 스왈로스 소속. 애칭은 노리(Nori).

## 인물

### 프로 입단 전
미야자키현 휴가시 출신으로 중학교 시절에는 상당히 자존심이 세서 혼자 다니는 일이 많았다. 고교 졸업 후 와세다 대학 인문과학부(스포츠 과학과)에 진학하여 고교 시절 수비 포지션은 투수로 활약을 했지만 대학 진학 후 투수 연습은 달리기가 많다는 걸 알고 외야수로 전향했다.
와세다 대학 동기로는 도리타니 다카시(한신), 히가 도시미쓰(히로시마), 요시다 신타로(전 오릭스) 등이 있는데 대학 1년 선배로 와다 쓰요시(시카고 컵스), 1년 후배로 다나카 히로야스(야쿠르트), 2년 후배로 다케우치 신이치(야쿠르트), 오치 다이스케(요미우리)가 있었는데 주로 1번 다나카 - 2번 아오키 - 3번 도리타니 - 4번 히가 - 5번 다케우치 - 6번 요시다의 순으로 이어졌다. 이후 6명 전원이 프로에 입단한 강력 타선에서 찬스 메이커로 활약을 하여 도쿄 지역 6개 대학 야구팀으로 구성된 도쿄 6대학 야구 연맹 리그 대회에서 와세다 대학 야구부 사상 첫 4연패에 공헌을 했다.
대학 시절에는 주로 2번 타자로 활약하면서 2002년 3학년 때 춘계 대회인 도쿄 대학과의 1차전 경기에서는 5타수 5안타 5타점 1볼넷의 활약으로, 1경기 6득점이라고 하는 6대학 야구 대회 기록을 달성했다. 같은 해 도쿄 6대학 야구 추계 리그전에서는 타율 4할 3푼 6리를 기록하여 수위타자 타이틀을 획득했다. 베스트 나인을 세 차례에 선정되기도 하였고, 통산 58경기 출장, 190타수 63안타, 타율 3할 3푼 2리, 0개의 홈런, 20타점을 기록했다. 대학 졸업 후 2003년 프로 야구 드래프트 회의에서 4순위로 지명을 받아 와카마쓰 쓰토무 감독이 이끄는 야쿠르트 스왈로스에 입단했다.

### 야쿠르트 시절

#### 2004년
프로 입단한 이듬해인 2004년 시즌에 1군 출장은 10경기밖에 없었지만 2군에서는 타율 3할 7푼 2리로 이스턴 리그 수위타자와 최고 출루율 타이틀을 연거푸 획득했다. 또 리그 21위인 21개의 도루를 기록하여 자신의 빠른 발을 과시하기도 하였고, 같은 해에 있은 플래시 올스타 게임에서 MVP를 석권했다.

#### 2005년
팀내의 중심 타자로 활약했던 이나바 아쓰노리가 닛폰햄 파이터스로 이적하면서 아오키는 정규 경기 개막전에서 수비 포지션인 중견수로 출전하여 그대로 선발 선수로 정착했다. 2번을 치던 시즌 초반에는 낮은 타율을 기록하여 삼진을 양산하는 등 부진에 허덕이기도 했지만, 안타가 서서히 나오기 시작하는 등 6월부터는 1번 타자로 뛰기 시작했다. 시즌 막바지에 이른 10월 6일에는 센트럴 리그 기록인 192개의 안타를 기록했고, 10월 11일에는 이치로 이후 역대 두 번째가 되는 시즌 200안타를 달성했다. 최종적으로는 이치로의 210안타에 도달하지는 못했지만 프로 야구 신기록인 시즌 169개의 단타를 기록하는 등 합계 202안타를 기록하여 최다 안타 타이틀 이외에 시즌 최고 타율인 3할 4푼 4리를 기록해 센트럴 리그 타격왕 타이틀까지 연거푸 석권을 했다. 시즌 종료 뒤 202개의 최다 안타와 타격왕을 동시에 획득한 공로로 프로 입단한 지 2년 만에 리그 신인왕으로 선정되었다.

#### 2006년
오 사다하루 감독이 이끄는 월드 베이스볼 클래식 일본 국가 대표팀 선수로 출전하여 6경기에 출장하는 등 팀의 우승에 기여했다. 7월 21일에 치러진 올스타전 1차전(메이지 진구 야구장)에서 MVP를 차지했고, 플래시 올스타 게임 MVP 경험자에 의한 올스타전 MVP 수상은 미노다 고지(한큐 브레이브스), 이시이 히로오(긴테쓰 버펄로스) 이후 3번째이다. 다음날에는 후지모토 아쓰시(한신 타이거스)도 MVP를 수상하는 등 4명째의 더블 수상자가 되었다.
정규 경기에서 2년 연속 200안타와 수위타자는 놓쳤지만, 양대 리그의 톱이 되는 192개의 안타를 기록하여 2년 연속의 최다 안타 타이틀을 획득했다. 과제로 삼았던 삼진을 줄이고 볼넷을 늘리는 등 홈런과 타점, 출루율도 큰 폭으로 상승했다. 득점권 타율인 3할 9푼 9리는 리그 톱이 되었고, 심지어 41개의 도루를 기록하는 등 아카호시 노리히로(한신 타이거스)의 6년 연속 도루왕 타이틀을 저지하고 프로 데뷔 후 처음으로 도루왕을 차지했다. 계약을 갱신할 때 메이저 리그 이적이 결정된 이와무라 아키노리가 달고 있던 등번호 1번을 달으라고 구단으로부터 요청을 받았지만 정작 아오키 본인은 등번호 23번을 좋아하면서 구단 측의 요청에 대해 고사하기도 했다.

#### 2007년
7월 10일, 개인 통산 373번째 경기에 출장하여 일본 프로 야구 사상 가장 빠른 500안타를 달성했고 팀의 동료이자 팀메이트인 알렉스 라미레스와 시즌 종반까지 타격왕 타이틀 자리를 놓고 경쟁했다. 리그 4위인 80개의 볼넷을 기록해 투수들에게 경계당하는 등 2005년 시즌에 기록한 자신의 시즌 안타 기록은 라미레스가 갈아치웠지만, 리그 2위인 193개의 안타를 기록했다. 타율 3할 4푼 6리로 통산 두 번째의 타격왕 타이틀을 획득, 프로 데뷔 이후 처음으로 최고 출루율 타이틀까지 연거푸 갈아치웠다. 3년 연속 100득점 이상이 되는 114득점을 기록해 리그 최다 득점을 기록했을 뿐만 아니라 홈런도 20개를 때려내 장타율은 처음으로 5할대를 넘어섰다.
2번 타자가 희생타 0이었던 애덤 리그스로부터 희생타의 개수가 많은 다나카 히로야스로 바뀜에 따라 출루→번트의 패턴이 증가해 도루의 개수는 41개에서 17개로 감소했다. 전년도까지 3번이었던 이와무라 아키노리의 이적이나 발이 빠른 것으로 유명한 이이하라 야스시의 등장으로 시즌 중에는 1번이 아닌 2번·3번으로의 기용되는 일이 많았다. 은퇴한 후루타 아쓰야의 은퇴 경기에서는 후루타의 앞 타순인 4번을 기록했다. 오프 시즌에는 발의 회전을 빠르게 하는 새로운 배팅폼으로 바꾸기도 했다.

#### 2008년
5월 5일, 겨드랑이 부근의 근육을 다치는 등 처음으로 부상에 의한 1군 등록에서 말소되는 수모를 겪었다. 5월 29일 1군에 복귀한 이후에는 착실하게 안타를 기록하여 예년 이상의 높은 타율을 마크 하는 등 요코하마 베이스타스의 우치카와 세이이치와 함께 치열한 타격왕 경쟁을 펼쳤다. 8월 3일, 베이징 올림픽 일본 대표팀 선수로 발탁되어 팀 동료이자 선배인 미야모토 신야와 함께 1군 등록에서 말소되기도 했다.
세이부로부터 이적한 후쿠치 가즈키가 1번 타자로 활약하여 시즌 중에는 주로 3번 타자로서 기용되어 득점권 타율이 전년도보다 낮아지면서 수위타자와 최고 출루율의 타이틀도 함께 우치카와에게 양보했지만 개인 최고 타율인 3할 4푼 7리를 기록했다. 리그 최소인 47개의 삼진과 안정감을 보여주면서 팀에서는 도루왕 타이틀을 차지한 후쿠치에 뒤를 이은 31개의 도루를 기록했다.

#### 2009년

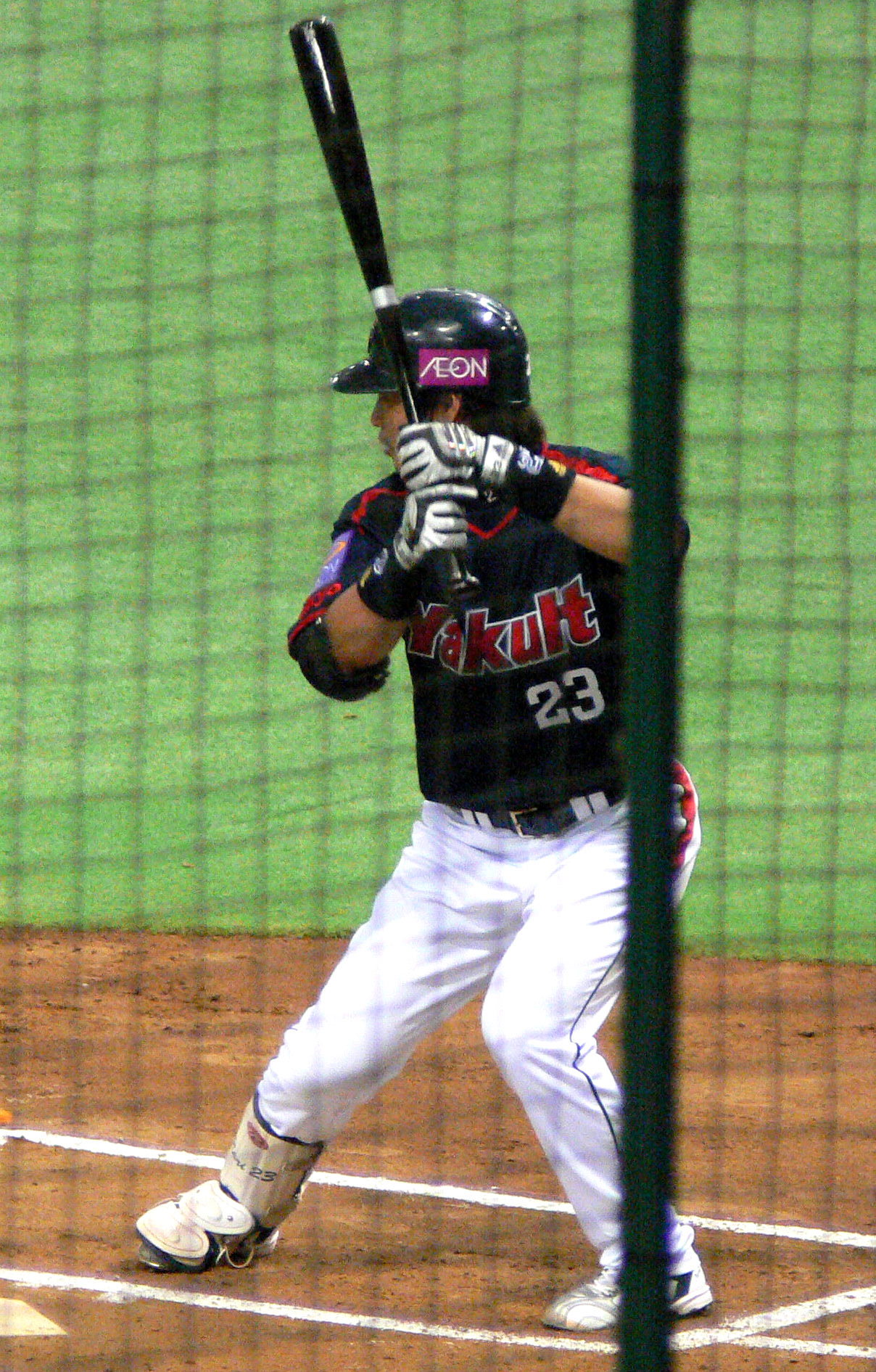
타석에서의 아오키 노리치카(2006년)

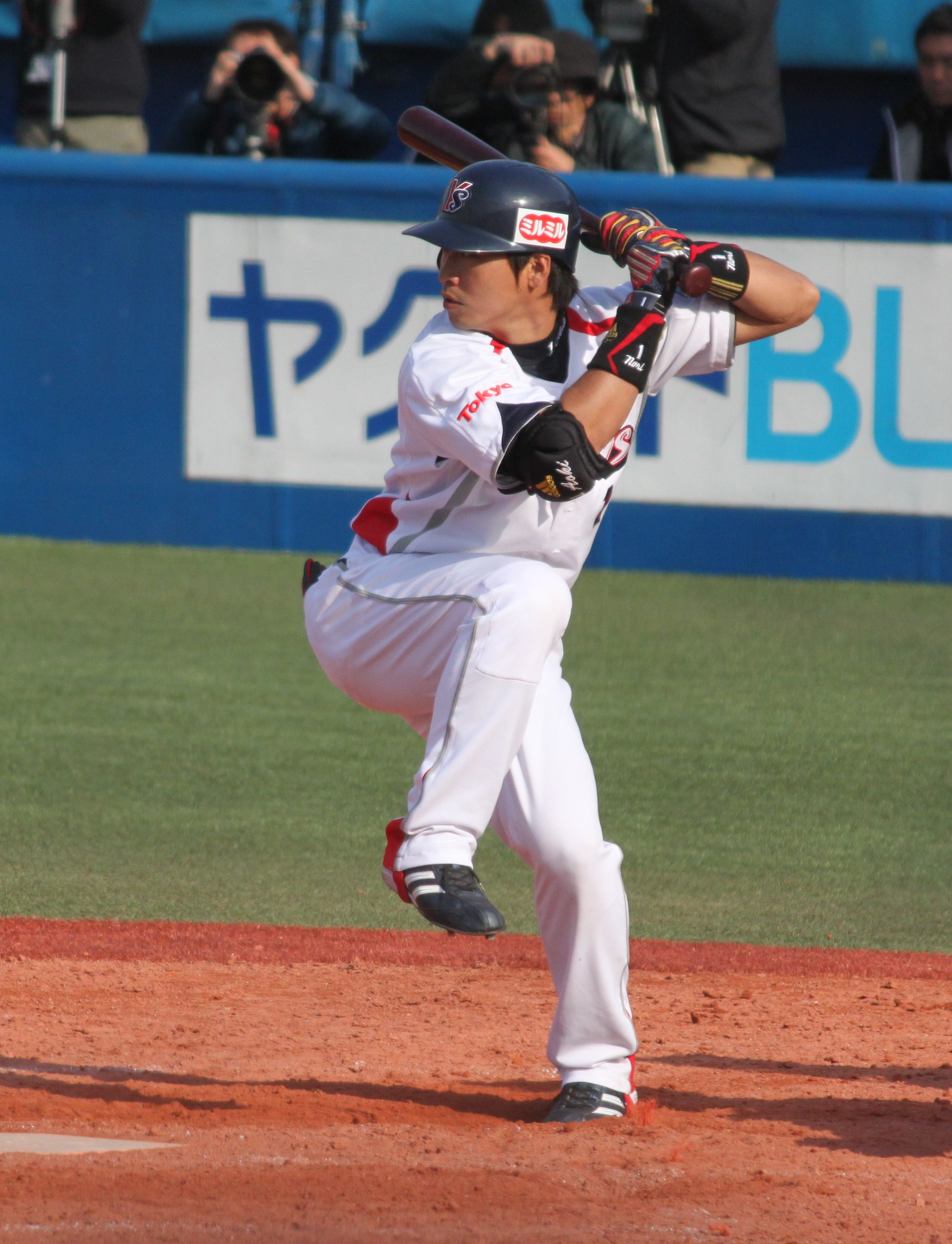
타석에서 배팅폼 자세를 취하고 있는 아오키(2010년 4월 3일)

3월에 하라 다쓰노리 감독이 이끄는 월드 베이스볼 클래식 일본 국가대표팀 선수로 출전, 2006년 대회에 이어 두 번째로 참가하게 되면서 주로 좌익수로 선발 출장했다. 좌익수의 경험은 적었지만 수비 플레이를 무난하게 했다. 그러나 미국전에서 쿠션 볼의 처리하지 못하는 실책을 범하면서 체면을 구기기도 했지만 대회 기간에서는 3번 좌익수로 모든 경기에 출장하여 37타수 12안타, 타율 3할 2푼 4리, 7타점의 성적을 남기는 등 대회 베스트 나인으로 선정되었다.
그러나 정규 시즌이 개막한 이후 기대 이하의 플레이를 보여 주는 등 아오키 본인 답지 않은 부진에 시달리기도 했다. 시즌 전반기의 타율이 2할 4푼 9리를 기록하여 부진을 겪었고, 중견수로서의 기대 이하의 수비 플레이도 지적을 받으면서 후쿠치 가즈키와의 수비 배치 전환으로 인해 좌익수로 밀려났지만 이후 중견수로 다시 수비 보직을 받았다. 그러나 올스타전 이후 배트를 바꾸는 등의 시행 착오를 반복하면서 시즌 후반기에는 4번을 맡아 타율이 4할대로 끌어올리는 등 서서히 컨디션이 향상되기도 하였다. 팀은 2006년 이후 3년 만에 A클래스 안착(3위, 71승 1무 72패)에 성공하면서 일본 시리즈 진출을 결정짓는 클라이맥스 시리즈 출전에 기여하기도 했다. 정규 시즌의 타율이 3할 3리의 성적을 기록하면서 득점권 타율도 3할 7리로 상승함과 동시에 본인의 두 번째인 최고 출루율 타이틀을 획득했다. 이후 클라이맥스 시리즈에서도 타점을 기록하는 등 맹활약을 했지만 3점차의 2사 1, 2루의 상황에서 상대인 이와세 히토키에 삼진을 당하는 등 최악의 하루를 보내기도 했다. 시즌 종료 후에 TV 도쿄의 아나운서인 오타케 사치와 교제한 끝에 결혼하겠다고 선언, 11월 5일에 부상의 원인이었던 양쪽 발목 삼각뼈를 적출하기 위해서 수술을 받았다. 수술의 경과는 양호할 정도로 12월 중 트레이닝을 개시했다.
지금까지도 구단으로부터 본인의 등번호 1번으로의 변경이 타진되고 있었지만 야쿠르트의 등번호 1번은 지금까지 와카마쓰 쓰토무, 이케야마 다카히로, 이와무라 아키노리와 같은 토박이 선수들이 짊어져 온 명예가 있는 등번호이기 때문에 정작 아오키 본인은 시기상조라고 판단하여 계속 사양하고 있었다. 그러나 12월 3일에 와카마쓰 쓰토무가 2009년도 명예의 전당의 헌액자로 선정된 것을 축하하는 모임에 참석한 것을 계기로 2010년부터 등번호인 1번을 변경하기로 결정했다.

#### 2010년
오가와 준지 감독 대행의 계획안에 의해 3번이었던 타순이 1번으로 복귀하는 등 예년보다 하이 페이스로 안타를 연달아 기록하면서 일본 프로 야구 사상 최초가 되는 두 번째의 시즌 200안타를 달성했다(최종적으로는 2005년에 기록한 202안타를 경신하여 역대 3위가 되는 209개의 안타를 때려냈다). 그 외에도 개인 최고 타율인 3할 5푼 8리(공식 기록으로는 .3585)를 기록해 자신의 세 번째가 되는 타격왕을 석권하는 것과 동시에 와카마쓰 쓰토무가 기록한 시즌 타율 3할 5푼 8리(.3583)의 구단 기록을 경신했다. 그 해의 시즌은 출루율과 OPS에도 개인 최고 숫자를 기록했다.

#### 2011년
시즌 144경기에 모두 출전하였지만 그 해부터 도입된 새 공인구(일명 통일구)의 영향 때문인지 시즌 초부터 극심한 타격 부진이 계속되었다. 최종적으로 안타 개수야말로 센트럴 리그 2위인 170개를 기록했지만 타율은 2할 9푼 2리에 끝나 6년 연속으로 계속되어 왔던 3할 대의 시즌 타율 기록이 중단되었다. 10월 28일에 장녀가 탄생했고 11월 10일에는 포스팅 시스템을 행사한 메이저 리그에 도전하겠다고 밝혔고 12월 18일에 야쿠르트 구단 측은 250만 달러로 밀워키 브루어스가 교섭권을 얻었다고 발표했다.

### 메이저 리그 시절

#### 2012년
1월에는 밀워키 브루어스의 요청을 받아 미국으로 출국했고 애리조나주에 소재하고 있는 구단 연습장에서 연습을 하는 등 구단 수뇌진으로부터 플레이와 관련한 체크를 받았다. 이후 17일에는 입단 교섭이 마무리가 되면서 2년 계약(3년째는 구단 옵션)으로 밀워키 브루어스에 입단이 결정되었고 등번호는 7번으로 정해졌다.
라이언 브런의 약물복용사건으로 인한 50경기 출장정지 처분에 따라 주전 좌익수를 맡을 것이라 예상되었지만 브런의 혐의가 무혐의가 되고 징계가 풀리면서 그의 거취가 불분명했지만 주전 우익수였던 코리 하트의 무릎 부상으로 그의 1루수 전향에 힘입어 주전 우익수로 출장하였다.
10월 3일 시즌이 종료된 시점에서의 아오키의 최종 기록은 타율 .288 10홈런 50타점 30도루 로 첫 풀타임 시즌을 성공적으로 치루어 냈다.

## 플레이 스타일
- 빠른 발을 살린 도루와 확실성 높은 정확한 배팅을 무기로 안타를 양산하는 에버리지형 타자이다. 넓은 미트를 살린 광각타법과 좌측으로 공을 가볍게 밀어치는 타법이 특색이지만 2006년 이후는 장타력도 높아지면서 클린업을 맡는 경우가 있다. 안타를 양산하는 것부터 ‘안타 제조기’ 라고 칭해지고 있다.
- 보통 야구 선수는 하나의 배팅 폼을 철저하게 추구하지만, 아오키의 경우는 몇 가지의 배팅법을 나눠서 쓰고 있거나 복수의 배팅 폼을 구사한다. 그 이유는 “만약 칠 수 없는 시기가 계속되어도 혹시 슬럼프가 이어져도 폼을 바꾸면 부진한 시기를 짧게 줄일 수 있기 때문”이라고 말하기도 했다. 또 아오키의 배팅 이론은 하반신에 중점을 두고 있어 힘을 넣는 포지션을 찾다보니 자연스레 폼 자체가 낮아지게 되면서 가능한 한 팽이처럼 콤펙트하게 회전하는 것에 집중하고 있다.
- 타격 뿐만이 아니라 빠른 발을 살린 넓은 수비 범위에도 정평이 나있다. 2006년과 2007년에 2년 연속으로 300개 이상의 척살을 기록하여 센트럴 리그 톱이 되는 척살수를 기록한 공로로 골든 글러브상을 2년 연속 수상했다. 그러나 적극적으로 볼을 쫓다보니 실책을 범하는 일도 예전에는 있었지만 근래에 들어서는 실책도 줄어드는 등 2008년은 수비율인 9할 9푼 6리를 기록하여 센트럴 리그 1위를 기록했다. 그러나 2009년에는 실책을 범한 횟수야말로 많지는 않았지만 거듭되는 태만한 수비 플레이를 다카다 시게루 감독으로부터 지적을 받았다. 특히 2009년 7월 30일(히로시마 도요 카프 전)의 중견수로 수비 플레이를 하던 도중 당시 2루수였던 다나카 히로야스가 튕긴 타구에 대한 커버를 게을리해 타자 주자였던 히가시데 아키히로의 2루 진루를 허용하는(기록은 다나카의 실책) 바람에 다카다 감독이 격노하면서 질책을 하는 등 다음 날인 31일부터 좌익수인 후쿠치 가즈키와 포지션을 바꿔 넣었다. 이 해에도 골든 글러브상을 수상했다.
- “다른 복수의 포지션을 맡을 수 있도록” 이라고 말한 후루타 아쓰야 선수 겸 감독(당시)의 방침에 따라 외야 외에도 2루 수비도 경험한 적이 있다. 2006년에 단 1경기만 정규 경기에서 2루 수비를 한 적도 있다.

## 상세 정보

### 출신 학교
- 미야자키 현립 휴가 고등학교
- 와세다 대학

### 선수 경력
NPB
- 야쿠르트 스왈로스·도쿄 야쿠르트 스왈로스 (2004년 ~ 2011년,2018년 ~ 현재)

MLB
- 밀워키 브루어스 (2012년 ~ 2013년)
- 캔자스시티 로열스 (2014년)
- 샌프란시스코 자이언츠 (2015년)
- 시애틀 매리너스 (2016년)
- 휴스턴 애스트로스 (2017년)

국가 대표 경력
- 2006년 월드 베이스볼 클래식 일본 국가대표
- 2008년 베이징 올림픽 일본 국가대표
- 2009년 월드 베이스볼 클래식 일본 국가대표
- 2017년 월드 베이스볼 클래식 일본 국가대표

### 수상·타이틀 경력

#### 타이틀
- 수위 타자: 3회(2005년, 2007년, 2010년)
- 최다 안타: 2회(2005년, 2006년)
- 도루왕: 1회(2006년)
- 최고 출루율: 2회(2007년, 2009년)

#### 수상
- 신인왕(2005년)
- 베스트 나인: 7회(2005년 ~ 2011년)
- 골든 글러브상: 6회(2006년 ~ 2011년)
- 센트럴 리그 회장 특별상: 1회(2005년)
- 연맹 특별상: 1회(2010년)[5]
- 월간 MVP: 3회(2005년 8월, 2007년 3월·4월, 2010년 9월)
- 프레시 올스타전 MVP(2004년)
- 올스타전 MVP: 2회(2006년 1차전, 2009년 1차전)
- 우수 JCB·MEP상: 1회(2005년)
- 월드 베이스볼 클래식 우수 선수(2009년)

### 주요 기록

#### 첫 기록
- 첫 출장: 2004년 7월 17일, 대 요미우리 자이언츠 15차전(도쿄 돔), 8회초에 이시이 히로토시의 대타로서 출장
- 첫 타석: 상동, 8회초에 나카무라 하야토 앞에 유격수 땅볼
- 첫 선발 출장: 2004년 10월 6일, 대 한신 타이거스 27차전(메이지 진구 야구장), 1번·중견수로서 선발 출장
- 첫 안타: 상동, 8회말에 안도 유야로부터 중전 안타
- 첫 도루: 상동, 8회말에 2루 안착(투수: 안도 유야, 포수: 야노 아키히로)
- 첫 타점: 2005년 4월 5일, 대 주니치 드래건스 2차전(메이지 진구 야구장), 5회말에 아사쿠라 겐타로부터 우익수 앞에 떨어지는 적시 2루타
- 첫 홈런: 2005년 4월 6일, 대 주니치 드래건스 3차전(메이지 진구 야구장), 1회말에 오치아이 에이지로부터 중월 솔로 홈런

#### 기록 달성 경력
- 통산 1000안타: 2010년 7월 4일, 대 주니치 드래건스 11차전(아키타 현립 야구장), 6회말에 히라이 마사후미로부터 좌익수 앞에 떨어지는 2루타[6]

#### 기타
- 올스타전 출장: 7회(2005년 ~ 2011년)

### 등번호
- 23(2004년 ~ 2009년, 2014년 ~ 2015년,2018년 ~ )
- 1(2010년 ~ 2011년)
- 7(2012년 ~ 2013년)
- 8(2016년)
- 3(2017년)

### 연도별 타격 성적
| 연 도    | 소 속    | 경 기 | 타 석 | 타 수 | 득 점 | 안 타 | 2 루 타 | 3 루 타 | 홈 런 | 루 타 | 타 점 | 도 루 | 도 루 자 | 희 생 번 | 희 생 플 | 볼 넷 | 고 4 | 사 구 | 삼 진 | 병 살 타 | 타 율 | 출 루 율 | 장 타 율 | O P S |
| -------- | -------- | ----- | ----- | ----- | ----- | ----- | ------- | ------- | ----- | ----- | ----- | ----- | -------- | -------- | -------- | ----- | ---- | ----- | ----- | -------- | ----- | -------- | -------- | ----- |
| 2004년   | 야쿠르트 | 10    | 16    | 15    | 1     | 3     | 0       | 0       | 0     | 3     | 0     | 1     | 0        | 0        | 0        | 1     | 0    | 0     | 6     | 0        | .200  | .250     | .200     | .450  |
| 2005년   | 야쿠르트 | 144   | 649   | 588   | 100   | 202   | 26      | 4       | 3     | 245   | 28    | 29    | 7        | 18       | 1        | 37    | 0    | 5     | 113   | 5        | .344  | .387     | .417     | .803  |
| 2006년   | 야쿠르트 | 146   | 680   | 599   | 112   | 192   | 26      | 3       | 13    | 263   | 62    | 41    | 12       | 4        | 1        | 68    | 2    | 8     | 78    | 3        | .321  | .396     | .439     | .836  |
| 2007년   | 야쿠르트 | 143   | 652   | 557   | 114   | 193   | 26      | 2       | 20    | 283   | 58    | 17    | 6        | 4        | 3        | 80    | 15   | 8     | 66    | 4        | .346  | .434     | .508     | .942  |
| 2008년   | 야쿠르트 | 112   | 500   | 444   | 85    | 154   | 29      | 5       | 14    | 235   | 64    | 31    | 9        | 1        | 3        | 42    | 6    | 10    | 47    | 10       | .347  | .413     | .529     | .942  |
| 2009년   | 야쿠르트 | 142   | 624   | 531   | 87    | 161   | 23      | 2       | 16    | 236   | 66    | 18    | 10       | 1        | 4        | 75    | 4    | 13    | 65    | 9        | .303  | .400     | .444     | .844  |
| 2010년   | 야쿠르트 | 144   | 667   | 583   | 92    | 209   | 44      | 1       | 14    | 297   | 63    | 19    | 4        | 0        | 3        | 63    | 7    | 18    | 61    | 10       | .358  | .435     | .509     | .944  |
| 2011년   | 야쿠르트 | 144   | 643   | 583   | 73    | 170   | 18      | 5       | 4     | 210   | 44    | 8     | 3        | 0        | 0        | 51    | 6    | 9     | 55    | 6        | .292  | .358     | .360     | .718  |
| 2012년   | MIL      | 151   | 591   | 520   | 81    | 150   | 37      | 4       | 10    | 225   | 50    | 30    | 8        | 7        | 5        | 43    | 6    | 13    | 53    | 6        | .288  | .355     | .433     | .787  |
| 2013년   | MIL      | 155   | 674   | 597   | 80    | 171   | 20      | 3       | 8     | 221   | 37    | 20    | 12       | 8        | 3        | 55    | 1    | 11    | 40    | 9        | .286  | .356     | .370     | .726  |
| 2014년   | KC       | 132   | 549   | 491   | 63    | 140   | 22      | 6       | 1     | 177   | 43    | 17    | 8        | 8        | 1        | 43    | 0    | 6     | 49    | 5        | .285  | .349     | .360     | .710  |
| 2015년   | SF       | 93    | 392   | 355   | 42    | 102   | 12      | 3       | 5     | 135   | 26    | 14    | 5        | 1        | 0        | 30    | 0    | 6     | 25    | 8        | .287  | .350     | .380     | .733  |
| 2016년   | SEA      | 118   | 467   | 417   | 63    | 118   | 24      | 4       | 4     | 162   | 28    | 7     | 9        | 5        | 1        | 34    | 0    | 9     | 45    | 9        | .283  | .349     | .388     | .738  |
| 2017년   | HOU      | 71    | 224   | 202   | 28    | 55    | 12      | 1       | 2     | 75    | 19    | 5     | 2        | 1        | 4        | 15    | 1    | 2     | 29    | 11       | .272  | .323     | .371     | .694  |
| 2017년   | TOR      | 12    | 34    | 32    | 4     | 9     | 1       | 0       | 3     | 19    | 8     | 0     | 0        | 0        | 1        | 1     | 0    | 0     | 5     | 0        | .281  | .294     | .594     | .888  |
| 2017년   | NYM      | 27    | 116   | 102   | 16    | 29    | 7       | 1       | 0     | 38    | 8     | 5     | 0        | 0        | 0        | 13    | 0    | 1     | 10    | 1        | .284  | .371     | .373     | .743  |
| '17 합계 | NYM      | 110   | 374   | 336   | 48    | 93    | 20      | 2       | 5     | 132   | 35    | 10    | 2        | 1        | 5        | 29    | 1    | 3     | 44    | 12       | .277  | .335     | .393     | .728  |
| NPB: 8년 | NPB: 8년 | 985   | 4431  | 3900  | 664   | 1284  | 192     | 22      | 84    | 1772  | 385   | 164   | 51       | 28       | 15       | 417   | 40   | 71    | 491   | 47       | .329  | .402     | .454     | .856  |
| MLB: 6년 | MLB: 6년 | 759   | 3044  | 2716  | 377   | 774   | 135     | 22      | 33    | 1052  | 219   | 98    | 44       | 30       | 15       | 234   | 3    | 48    | 258   | 49       | .285  | .350     | .387     | .738  |

- 2017년 기준. 굵은 글씨는 시즌 최고 성적.

### 연도별 수비 성적
| 연도     | 소속     | 2루  | 2루  | 2루  | 2루  | 2루  | 2루    | 좌익 | 좌익 | 좌익 | 좌익 | 좌익 | 좌익   | 중견 | 중견 | 중견 | 중견 | 중견 | 중견   | 우익 | 우익 | 우익 | 우익 | 우익 | 우익   | 외야 | 외야 | 외야 | 외야 | 외야 | 외야   |
| 연도     | 소속     | 경기 | 척살 | 보살 | 실책 | 병살 | 수비율 | 경기 | 척살 | 보살 | 실책 | 병살 | 수비율 | 경기 | 척살 | 보살 | 실책 | 병살 | 수비율 | 경기 | 척살 | 보살 | 실책 | 병살 | 수비율 | 경기 | 척살 | 보살 | 실책 | 병살 | 수비율 |
| -------- | -------- | ---- | ---- | ---- | ---- | ---- | ------ | ---- | ---- | ---- | ---- | ---- | ------ | ---- | ---- | ---- | ---- | ---- | ------ | ---- | ---- | ---- | ---- | ---- | ------ | ---- | ---- | ---- | ---- | ---- | ------ |
| 2004     | 야쿠르트 | -    | -    | -    | -    | -    | -      | -    | -    | -    | -    | -    | -      | -    | -    | -    | -    | -    | -      | -    | -    | -    | -    | -    | -      | 7    | 6    | 0    | 0    | 0    | 1.000  |
| 2005     | 야쿠르트 | -    | -    | -    | -    | -    | -      | -    | -    | -    | -    | -    | -      | -    | -    | -    | -    | -    | -      | -    | -    | -    | -    | -    | -      | 144  | 320  | 3    | 1    | 1    | .997   |
| 2006     | 야쿠르트 | 1    | 0    | 1    | 0    | 0    | 1.000  | -    | -    | -    | -    | -    | -      | -    | -    | -    | -    | -    | -      | -    | -    | -    | -    | -    | -      | 146  | 306  | 9    | 5    | 5    | .984   |
| 2007     | 야쿠르트 | -    | -    | -    | -    | -    | -      | -    | -    | -    | -    | -    | -      | -    | -    | -    | -    | -    | -      | -    | -    | -    | -    | -    | -      | 143  | 265  | 6    | 1    | 2    | .996   |
| 2008     | 야쿠르트 | -    | -    | -    | -    | -    | -      | -    | -    | -    | -    | -    | -      | -    | -    | -    | -    | -    | -      | -    | -    | -    | -    | -    | -      | 112  | 229  | 7    | 1    | 2    | .996   |
| 2009     | 야쿠르트 | -    | -    | -    | -    | -    | -      | -    | -    | -    | -    | -    | -      | -    | -    | -    | -    | -    | -      | -    | -    | -    | -    | -    | -      | 141  | 300  | 9    | 3    | 2    | .990   |
| 2010     | 야쿠르트 | -    | -    | -    | -    | -    | -      | -    | -    | -    | -    | -    | -      | -    | -    | -    | -    | -    | -      | -    | -    | -    | -    | -    | -      | 144  | 300  | 5    | 3    | 2    | .990   |
| 2011     | 야쿠르트 | -    | -    | -    | -    | -    | -      | -    | -    | -    | -    | -    | -      | -    | -    | -    | -    | -    | -      | -    | -    | -    | -    | -    | -      | 144  | 321  | 8    | 3    | 2    | .991   |
| 2012     | MIL      | -    | -    | -    | -    | -    | -      | 13   | 14   | 0    | 0    | 0    | 1.000  | 19   | 22   | 1    | 1    | 0    | .958   | 107  | 195  | 7    | 2    | 2    | .990   | 133  | 231  | 8    | 3    | 2    | .988   |
| 2013     | MIL      | -    | -    | -    | -    | -    | -      | -    | -    | -    | -    | -    | -      | 2    | 1    | 0    | 0    | 0    | 1.000  | 149  | 289  | 9    | 3    | 0    | .990   | 149  | 290  | 9    | 3    | 0    | .990   |
| 2014     | KC       | -    | -    | -    | -    | -    | -      | 5    | 3    | 0    | 0    | 0    | 1.000  | -    | -    | -    | -    | -    | -      | 119  | 209  | 5    | 2    | 1    | .991   | 124  | 212  | 5    | 2    | 1    | .991   |
| 2015     | SF       | -    | -    | -    | -    | -    | -      | 86   | 135  | 4    | 0    | 0    | 1.000  | -    | -    | -    | -    | -    | -      | 2    | 1    | 0    | 0    | 0    | 1.000  | 87   | 136  | 4    | 0    | 0    | 1.000  |
| 2016     | SEA      | -    | -    | -    | -    | -    | -      | 99   | 160  | 4    | 0    | 2    | 1.000  | 15   | 28   | 1    | 1    | 0    | .967   | -    | -    | -    | -    | -    | -      | 113  | 188  | 5    | 1    | 2    | .995   |
| 2017     | HOU      | -    | -    | -    | -    | -    | -      | 56   | 62   | 6    | 0    | 1    | 1.000  | -    | -    | -    | -    | -    | -      | 16   | 16   | 0    | 0    | 0    | 1.000  | 67   | 77   | 6    | 0    | 1    | 1.000  |
| 2017     | TOR      | -    | -    | -    | -    | -    | -      | 3    | 5    | 1    | 0    | 0    | 1.000  | 1    | 1    | 0    | 0    | 0    | 1.000  | 8    | 3    | 0    | 0    | 0    | 1.000  | 10   | 9    | 1    | 0    | 0    | 1.000  |
| 2017     | NYM      | -    | -    | -    | -    | -    | -      | 5    | 8    | 0    | 0    | 0    | 1.000  | 1    | 0    | 0    | 0    | 0    | 1.000  | 23   | 37   | 0    | 1    | 0    | .974   | 27   | 47   | 0    | 1    | 0    | .979   |
| '17 합계 | NYM      | -    | -    | -    | -    | -    | -      | 64   | 75   | 7    | 0    | 1    | 1.000  | 2    | 3    | 0    | 0    | 0    | 1.000  | 47   | 55   | 0    | 1    | 0    | .982   | 104  | 133  | 7    | 1    | 1    | .993   |
| NPB: 8년 | NPB: 8년 | 1    | 0    | 1    | 0    | 0    | 1.000  | -    | -    | -    | -    | -    | -      | -    | -    | -    | -    | -    | -      | -    | -    | -    | -    | -    | -      | 981  | 2047 | 47   | 17   | 16   | .992   |
| MLB: 6년 | MLB: 6년 | -    | -    | -    | -    | -    | -      | 267  | 387  | 15   | 0    | 3    | 1.000  | 38   | 54   | 2    | 2    | 0    | .966   | 424  | 749  | 21   | 8    | 3    | .990   | 706  | 1190 | 38   | 10   | 6    | .992   |

- 2017년 기준, 굵은 글씨는 시즌 최고 성적